# Judaisme reformista
El judaisme reformista (hebreu: יהדות רפורמית) és una de les grans branques de la religió jueva (Judaisme rabínic) en l'actualitat, d'origen asquenazita, juntament amb el judaisme ortodox i el judaisme conservador o masortí. D'aquestes tres branques, el reformista és el més antic. El judaisme reformista (també anomenat "progressista" i "progressiu") defensa l'autonomia individual quant a la interpretació dels preceptes religiosos (en hebreu: מצוות / mitsvot).
Els orígens del judaisme reformat es troben a l'Alemanya de mitjans del segle XIX, on el rabí Abraham Geiger i els seus associats van formular els seus primers principis, intentant harmonitzar la tradició jueva amb la sensibilitat moderna a l'època d'emancipació. Portada a Amèrica per rabins de formació alemanya, la denominació va guanyar protagonisme als Estats Units, florint des de la dècada de 1860 fins a la dècada de 1930 en una època coneguda com a "Reforma Clàssica". Des de la dècada de 1970, el moviment ha adoptat una política d'inclusió i acceptació, convidant el màxim possible a participar de les seves comunitats en lloc d'adherir-se a una estricta claredat teòrica. S'identifica fortament amb les agendes progressistes i liberals en termes polítics i socials, principalment sota la rúbrica tradicional jueva tikkun olam ("la reparació del món"). Tikkun olam és un lema central del judaisme reformista, i actuar en el seu nom és un dels principals canals perquè els adherents expressin la seva afiliació. El centre més important del moviment avui és a l'Amèrica del Nord.
Existeixen diverses branques regionals, com ara la Unió per al judaisme reformat (URJ) als Estats Units, el Moviment pel judaisme reformat (MRJ) i el Judaisme liberal al Regne Unit, el Moviment d'Israel per a la Reforma i el Judaisme Progressista (IMPJ) a Israel, i la UJR-AmLat a Llatinoamèrica; aquests estan units dins de la Unió Mundial per al Judaisme Progressista (WUPJ). Fundada el 1926, la WUPJ calcula que representa almenys 1,8 milions de persones en 50 països, aproximadament 1 milió dels quals són congregants adults registrats, i la resta no estan afiliats, però s'identifiquen amb el moviment. Això fa que el reformisme sigui la segona denominació jueva més gran del món, després del judaisme ortodox.

## Definicions
El seu pluralisme inherent i la importància que dona a l'autonomia individual impedeix qualsevol definició simplista del judaisme reformista; els seus diferents eixos consideren el judaisme al llarg de les edats com una religió que es va derivar d'un procés d'evolució constant. Garantixen i obliguen modificacions posteriors i rebutgen qualsevol conjunt de creences, lleis o pràctiques fixes i permanents. Una descripció clara del judaisme reformat es va convertir en particularment desafiant des del gir cap a una política que afavoria la inclusió ("Big Tent" als Estats Units) per sobre d'una teologia coherent a la dècada de 1970. Aquesta transició es va solapar en gran manera amb el que els investigadors van anomenar la transició del judaisme "clàssic" al "nou" reformisme a Amèrica, paral·lelament a les altres branques més petites del judaisme que existeixen arreu del món. El moviment va deixar d'accentuar els principis i les creences bàsiques, centrant-se més en l'experiència espiritual personal i la participació comunitària. Aquest canvi no va anar acompanyat d'una nova doctrina clara ni de l'abandonament de la primera, sinó d'ambigüitat. El lideratge va permetre i encoratjar una gran varietat de posicions, des de l'adopció selectiva de l'observança halakhic fins a elements que s'acosten a l'humanisme religiós.
La importància decreixent del fonament teòric, a favor del pluralisme i l'equívoc, va atreure grans multituds de nouvinguts. També va diversificar la reforma fins a un grau que va dificultar la formulació d'una definició clara d'ella. La reforma primerenca i "clàssica" es va caracteritzar per un allunyament de les formes tradicionals de judaisme combinades amb una teologia coherent; La "Nova Reforma" pretenia, fins a un cert nivell, la reincorporació de molts elements abans descartats en el marc establert durant l'etapa "clàssica", tot i que aquesta mateixa base doctrinal es va ofuscar cada cop més.
Els crítics, com el rabí Dana Evan Kaplan, van advertir que el reformisme es va convertir més en un club d'activitats jueves, un mitjà per demostrar una certa afinitat amb la pròpia herència en què fins i tot els estudiants rabínics no han de creure en cap teologia específica. o participar en qualsevol pràctica particular, en lloc d'un sistema de creences definit.

## Teologia

### Déu
Pel que fa a Déu, el moviment reformista sempre ha mantingut oficialment una postura teista, afirmant la creença en un Déu personal. Malgrat aquesta posició oficial, algunes veus entre el lideratge espiritual s'han apropat al religiós i fins i tot a l'humanisme secular. Aquesta tendència ha crescut des de mitjans del segle XX tant entre el clergat com entre els electors, donant lloc a definicions més àmplies i més tènues del concepte.
Els primers pensadors de la reforma a Alemanya es van aferrar a aquest precepte; la Plataforma de Pittsburgh de 1885 va descriure el "Déu únic... La idea de Déu tal com s'ensenya a la nostra Sagrada Escriptura" com la consagració del poble jueu perquè fos els seus sacerdots. Es basava en una comprensió totalment teista, tot i que el terme "idea de Déu" va ser criticat per crítics externs. Així ho va ser la Declaració de principis de Columbus de 1937, que parlava d′"Un Déu viu que governa el món". Fins i tot la Perspectiva del Centenari de San Francisco de 1976, redactada en un moment de gran discòrdia entre els teòlegs reformistes, va defensar "l'afirmació de Déu... Els reptes de la cultura moderna han dificultat una creença constant per a alguns. No obstant això, fonem les nostres vides, personalment i comunament, sobre la realitat de Déu". La Declaració de principis de Pittsburgh de 1999 va declarar la "realitat i la unitat de Déu". El Judaisme liberal afirma la "concepció jueva de Déu: Un i indivisible, transcendent i immanent, Creador i Sustentador".

### Revelació
El principi bàsic de la teologia de la reforma és la creença en una revelació contínua o progressiva, ocorrent contínuament i no limitat a la teofania al Sinaí, l'esdeveniment definitori en la interpretació tradicional. Segons aquesta visió, totes les sagrades escriptures del judaisme, inclosa la Torà, van ser escrites per éssers humans que, encara que sota la inspiració divina, van inserir la seva comprensió i reflectien l'esperit de les seves edats consecutives. Tot el Poble d'Israel són una baula més en la cadena de la revelació, capaç d'arribar a noves percepcions: la religió es pot renovar sense dependre necessàriament de convencions passades. El principal promulgador d'aquest concepte va ser Abraham Geiger, generalment considerat el fundador del moviment. Després que la investigació crítica el portés a considerar l'escriptura com una creació humana, amb les marques de les circumstàncies històriques, va abandonar la creença en la perpetuïtat ininterrompuda de la tradició derivada del Sinaí i la va substituir gradualment per la idea de la revelació progressiva.
Com en altres denominacions liberals, aquesta noció oferia un marc conceptual per conciliar l'acceptació de la investigació crítica amb el manteniment d'una creença en alguna forma de comunicació divina, evitant així una ruptura entre aquells que ja no podien acceptar una comprensió literal de la revelació. No menys important, va proporcionar al clergat una justificació per adaptar, canviar i eliminar els costums tradicionals i obviar les convencions acceptades de la llei jueva, arrelada en el concepte ortodox de la transmissió explícita tant de les escriptures com de la seva interpretació oral. Tot i que també està subjecte a canvis i nova comprensió, la premissa bàsica de la revelació progressiva perdura en el pensament reformista.
En els seus inicis, aquesta noció va estar molt influenciada per la filosofia de l'idealisme alemany, de la qual els seus fundadors es van inspirar molt: la creença en la humanitat que marxava cap a una comprensió plena d'ella mateixa i del diví, manifestada en el progrés moral cap a la perfecció. Aquesta visió altament racionalista identificava virtualment la raó i l'intel·lecte humans amb l'acció divina, deixant poc espai per a la influència directa de Déu. Geiger va concebre la revelació a conseqüència del "geni" inherent del poble d'Israel, i el seu aliat proper Solomon Formstecher la va descriure com el despertar d'un mateix a la plena consciència de la mateixa comprensió religiosa. El teòleg nord-americà Kaufmann Kohler també va parlar de la "visió especial" d'Israel, gairebé totalment independent de la participació divina directa, i del pensador anglès Claude Montefiore, fundador del Judaisme liberal, la revelació reduïda a "inspiració", atorgant valor intrínsec només al valor del seu contingut, mentre que "no és el lloc on es troben el que els inspira". Comú a totes aquestes nocions era l'afirmació que les generacions actuals tenen una comprensió més alta i millor de la voluntat divina, i poden i haurien de canviar i remodelar els preceptes religiosos de manera inquebrantable.
Durant les dècades al voltant de la Segona Guerra Mundial, aquesta teologia racionalista i optimista va ser desafiada i qüestionada. Va ser substituït a poc a poc, principalment per l'existencialisme jueu de Martin Buber i Franz Rosenzweig, centrat en una relació complexa i personal amb el creador, i una visió més sòbria i desencantada. La identificació de la raó humana amb la inspiració divina va ser rebutjada a favor de visions com la de Rosenzweig, que va subratllar que l'únic contingut de la revelació és ella en si mateixa, mentre que totes les derivacions d'aquesta són una comprensió humana subjectiva i limitada. No obstant això, tot i que atorgaven un estatus més alt a la comprensió històrica i tradicional, tots dos van insistir que "la revelació no és certament una llei" i que no contenia cap "declaració acabada sobre Déu", sinó, més aviat, que la subjectivitat humana va donar forma al contingut insondable de la Trobar-lo i interpretar-lo sota les seves pròpies limitacions. El màxim representant de la teologia de la Reforma de la postguerra, Eugene Borowitz, va considerar la teofania en termes postmoderns i la va relacionar estretament amb l'experiència humana quotidiana i el contacte interpersonal. Va rebutjar la noció de "revelació progressiva" en el sentit de comparar la millora humana amb la inspiració divina, subratllant que les experiències passades eren "úniques" i d'importància eterna. No obstant això, va afirmar que les seves idees de cap manera van negar el concepte de revelació contínua i experimentada individualment per tots.

## Història

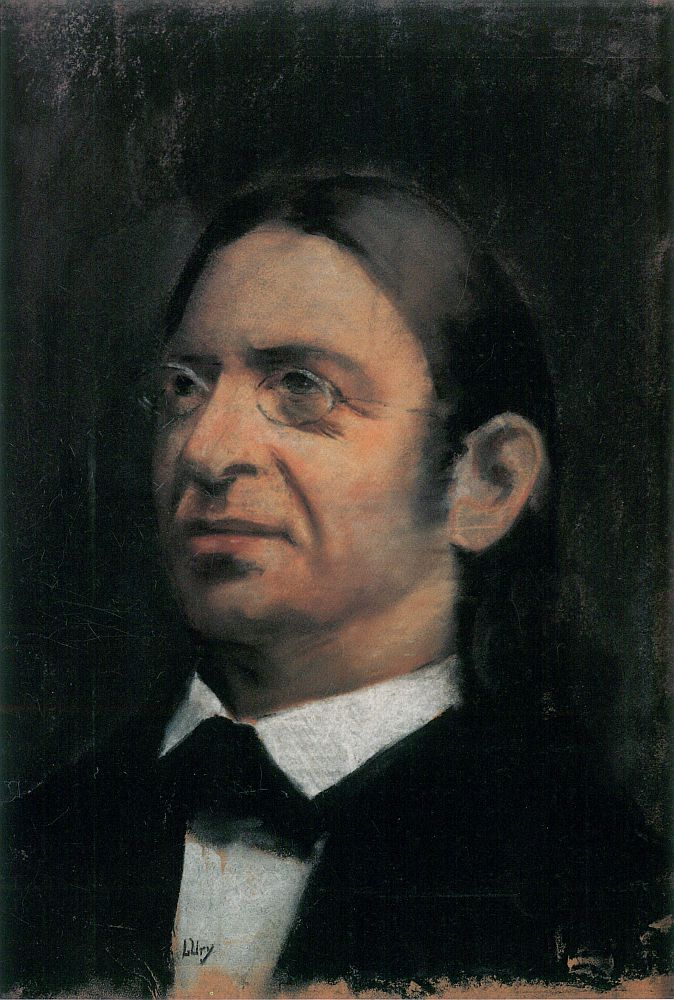
Rabí Abraham Geiger (1810 - 1874). Considerat el "pare" del reformisme.

L'"esperit reformista" en el Judaisme té els seus antecedents en el profeta Nehemies (hebreu: נחמיה) i les seves reformacions entre 431 aC i 430 aC abans de l'Era Comuna. Fins i tot figures com el Gaó de Vílnius, en temps més recents, van mostrar actituds de clar pensament reformista. No obstant això el Judaisme Reformista de la modernitat és un dels corrents hereus del judaisme Progressista o Liberal que apareix a Alemanya durant el Segle de les Llums, encara que avui dia difereix significativament d'aquest. Al seu torn aquests corrents van ser influenciades per l'Haskalà (en hebreu: השכלה; "Il·lustració", "educació", de l'arrel SKL שכל "intel·lecte", "ment"), també coneguda com el "Il·luminisme jueu". L'Haskalà va ser el moviment que es va desenvolupar en la comunitat jueva europea a finals del segle xviii que va prendre els valors del segle de les llums, buscant una millor integració amb l'entorn i incrementar l'educació de l'hebreu, la història jueva i altres coneixements seculars, fora de l'àmbit de l'escola religiosa o ieixivà. Al Segle XIX, en un entorn històric d'evolució cap a l'emancipació dels jueus, les tensions entre la societat moderna i la forma de vida de les comunitats hebrees tradicionals es van aguditzar.